# Aeroporto Juancho E. Yrausquin
O Aeroporto Juancho E. Yrausquin (IATA: SAB, ICAO: TNCS) é um aeroporto localizado na península de Flat Point, na ilha caribenha de Saba, uma das ex-Antilhas Neerlandesas.
O aeroporto cobre uma porção relativamente larga da pequena ilha de Saba. Alguns aviadores experientes são de opinião geral que o aeroporto é um dos mais perigosos do mundo, apesar de nunca terem acontecido tragédias no local.
A única pista do aeroporto, que possui 400 metros, é considerada a menor pista comercial do mundo e, desta maneira, somente três modelos de aeroplano são aprovados para pousos. Por essa razão está marcada como um "X" nas suas pontas, indicando aos pilotos comerciais que a pista é bloqueada à aviação comercial.
O perigo surge devido a posição física do aeroporto. Ele está flanqueado de um lado por elevadas ladeiras, e de outro lado e nas pontas da pista por rochedos à beira-mar. Há uma rua com curvas fechadas na ladeira, que é rodeada por casas. Próximo ao aeroporto há um hotel e uma praia bem pequena. O aeroporto comporta um pequeno estacionamento.

## Linha aérea e destinos
A única companhia aérea que serve atualmente o aeroporto de Yrausquin é a Windward Islands Airways (Winair), que opera voos diários para as ilhas de São Martinho, Santo Eustáquio e São Cristóvão a bordo de um DHC-6 Twin Otter ou um Britten-Norman BN-2 Islander.